# Elezioni regionali in Italia del 1959
Le elezioni regionali italiane del 1959 coinvolsero la più grande e la più piccola fra le regioni autonome. L’appuntamento seguiva il ciclo quadriennale in Sicilia, mentre in Valdaosta la consiliatura era durata un anno in più. In Valdaosta il meccanismo elettorale replicò peraltro quello delle elezioni provinciali prefasciste.
Pur riguardando solo regioni speciali, l’inclusione della Sicilia diede loro il peso di un test per la Democrazia Cristiana.

## Elenco
- Elezioni regionali in Valle d'Aosta del 1959, 17 maggio
- Elezioni regionali in Sicilia del 1959, 7 giugno